# Noora
Noora je kandidát na vakcínu proti covidu-19, kterou vyvinula univerzita Baqiyatallah University of Medical Sciences v Íránu.

## Lékařské použití
Vyžaduje tři dávky podané intramuskulární injekcí ve dnech 0, 21 a 35.

## Farmakologie
Noora je rekombinantní RBD proteinová podjednotková vakcína.